# Douglas O-31
Il Douglas O-31 fu un aereo da osservazione monomotore monoplano sviluppato dall'azienda aeronautica statunitense Douglas Aircraft Company nei tardi anni venti.
Caratterizzato dall'adozione di una velatura ad ala di gabbiano, il primo modello monoplano avviato alla produzione in serie dall'azienda statunitense, venne adottato dal United States Army Air Corps (USAAC), componente aerea dell'United States Army (esercito statunitense), rimanendo in servizio nella prima parte degli anni trenta.

## Storia del progetto
La Douglas Aircraft Company, avendo l'intenzione di mantenere la sua posizione come principale fornitore di aerei da osservazione per l'USAAC, avviò lo sviluppo, su iniziativa privata, di un nuovo modello destinato a sostituire nel servizio il precedente Douglas O-2. Il nuovo modello introduceva una più moderna impostazione, abbandonando la configurazione alare biplana per adottare quella monoplana ad ala alta. L'esercito si dichiarò interessato sottoscrivendo, il 7 gennaio 1930, un contratto di fornitura per due esemplari da avviare alle prove di valutazione. Il progetto era caratterizzato da una cellula composta da una stretta fusoliera di costruzione metallica e ricoperta di fogli corrugati in duralluminio, soluzione tecnica simile a quella adottata dal Thomas-Morse O-19, che abbinava i due abitacoli separati posti in tandem e destinati a pilota ed osservatore, ad una velatura ad ala di gabbiano con struttura ricoperta da tela verniciata controventata da tiranti in cavetto d'acciaio che facevano capo ad un singolo montante posto verticalmente sopra la struttura. La propulsione era assicurata da un motore Curtiss GIV-1570-FM Conqueror, un 12 cilindri a V raffreddato a liquido, mentre il carrello d'atterraggio, fisso con elementi anteriori ammortizzati, poteva montare ruote di grande diametro dotate di carenature aerodinamiche.
Il primo dei due prototipi, indicato in base all'allora sistema di designazione adottato XO-31, venne portato in volo nel dicembre 1930. Le prove che seguirono rivelarono che il modello soffriva di una congenita instabilità direzionale. Per tentare di ovviare al problema vennero apportate alcune modifiche all'impennaggio, introducendo delle alette addizionali ed un timone di diverso disegno. Intanto venne completato anche il secondo prototipo, indicato come YO-31, il quale, beneficiando dell'esperienza acquisita sul primo prototipo, introduceva un impennaggio dal diverso disegno, con elemento verticale dalle maggiori dimensioni, ed era motorizzato con un Curtiss V-1570-7 Conqueror, versione dotata di riduttore di velocità, che aumentava le dimensioni longitudinali del propulsore e che di conseguenza era ricoperto da un cofano allungato di 3 in, interposto all'elica, bipala e destrorsa.
I successivi quattro esemplari, indicati come YO-31A, e consegnati nei primi mesi del 1932, introducevano una nuova serie di radicali modifiche, adottando una nuova ala a pianta ellittica, un impennaggio di nuovo disegno, una nuova fusoliera semimonoscocca ricoperta di pannellature lisce, una diversa elica ora tripala, ed un tettuccio che ricopriva i due posti dell'equipaggio, raccordato posteriormente alla fusoliera tramite una pinna dorsale. Le varie prove effettuate sugli YO-31A, che adottarono diverse soluzioni nel disegno dell'impennaggio spostando la posizione dei piani orizzontali, vennero utilizzate per definire l'aspetto della versione  definitiva indicata come O-31A (cinque esemplari), che presentava una deriva dalla forma molto appuntita.
Le successive versioni furono indicate come YO-31B, variante disarmata realizzata in un unico esemplare utilizzata nel ruolo di aereo da collegamento per il trasporto di personale militare, e YO-31C, ottenuta dalla conversione di un Y1O-31A, caratterizzata da un diverso carrello d'atterraggio dotato di elementi principali indipendenti ammortizzati a flessione e dalla fusoliera che presentava un rigonfiamento ventrale atto a permettere all'osservatore di poter utilizzare in maniera più efficace e da posizione eretta la singola mitragliatrice da difesa calibro 0.30 in (7,62 mm).
Nel 1931 venne emesso un ulteriore ordine per cinque Y1O-31A da testare in condizioni operative, esemplari consegnati ai reparti USAAC nei primi mesi del 1933 e che assunsero la designazione  Y1O-43. Questi erano caratterizzati da una differente configurazione rispetto a quella definitiva dell'O-31A, adottando una diversa ala, posizionata alta a parasole, rinforzata da una doppia coppia di aste di controvento, una per lato, ed un impennaggio che introduceva una nuova deriva e nuovo timone.

## Versioni
Dati ricavati da U.S. Army Aircraft 1908-1946
XO-31prototipo, equipaggiato con un motore Curtiss V-1570-25 Conqueror, realizzato in due esemplari.
YO-31sviluppo del XO-31, lunghezza incrementata a 10,19 m (33 ft 5 in), equipaggiato con un motore Curtiss V-1570-7 Conqueror.
YO-31Anuova variante, in seguito ridesignata O-31A, caratterizzata da una nuova fusoliera semimonoscocca ricoperta di pannellature lisce, lunghezza incrementata a 10,34 m (33 ft 11 in), equipaggiata con un motore Curtiss V-1570-53, realizzata in cinque esemplari.
YO-31Bnuova variante, in seguito ridesignata O-31B, equipaggiata con un motore Curtiss V-1570-29 Conqueror, realizzata in un solo esemplare.
YO-31Cvariante del YO-31A caratterizzata dall'adozione di un carrello modificato a gambe indipendenti ed ammortizzato a flessione, equipaggiata con un motore Curtiss V-1570-53 Conqueror.
Y1O-31Cnuova variante, caratterizzata dall'apertura alare incrementata a 14,0 m (45 ft 11 in) che si svilupperà nel Y1O-43, equipaggiata con un motore Curtiss V-1570-53, realizzata in cinque esemplari.

## Utilizzatori
Stati Uniti
- United States Army Air Corps